# Les Zinzins d'Olive-Oued
Les Zinzins d'Olive-Oued est le dixième livre des Annales du Disque-monde de l'écrivain anglais Terry Pratchett.
Traduit par Patrick Couton, il fut publié en France en 1997 chez L'Atalante  (ISBN 2-84172-061-6) et en 2001 chez Pocket  (ISBN 2-266-11196-5).
L'œuvre originale fut publiée en 1990 sous le titre Moving Pictures.

## Résumé
Deccan Ribobe, dernier Gardien de la Porte d'Olive-Oued, meurt sans former un remplaçant. Une idée très ancienne s'échappe de derrière cette porte et investit Ankh-Morpork, incitant ses habitants à créer une nouvelle industrie, celle des images animées (voir Cinéma). La colline d'Olive-Oued devient alors une gigantesque fourmilière humaine consacrée à la création de films, à laquelle tout le monde veut participer.
Victor, élève mage, aidé de Ginger et du chien Gaspode, tente de comprendre le secret caché derrière les images animées, et d'empêcher la catastrophe annoncée.

## Thèmes
- Le mythe de Cthulhu, de Howard Phillips Lovecraft : la porte ouverte laisse entrer des créatures monstrueuses pleines de tentacules ;
- L'industrie du cinéma, le monde d'Hollywood :
  - Producteurs et investisseurs sans scrupules,
  - Starlettes exploitées,
  - Célébrité aussi rapide qu'éphémère ;
- De nombreuses allusions à des classiques du cinéma :
  - Lassie,
  - Chantons sous la pluie,
  - Autant en emporte le vent,
  - King Kong,
  - Tarzan,
  - Casablanca,
  - Tom et Jerry ;
- Remarque : le titre français est une allusion au film Le Zinzin d'Hollywood, de et avec Jerry Lewis.

## Personnages
- Planteur Je-me-tranche-la-gorge, camelot et producteur d'images animées ;
- Victor Tugelbend, éternel étudiant à l'UI, alias Victor Marasquino, acteur dans les images animées ;
- Theda Withel, alias Ginger, alias Delorès de Vyce, actrice ;
- Gaspode, chien prodige et bavard ;
- Les alchimistes :
  - Thomas Gauledoin, président de la guilde des alchimistes et réalisateur d'images animées,
  - Sendivoge, secrétaire,
  - Ducroc, trésorier,
  - Calmosse,
  - Electro Loiseau, opérateur machiniste ;
- Les mages de l'Université de l'Invisible d'Ankh-Morpork :
  - Mustrum Ridculle, archichancelier,
  - L'économe,
  - Cogite Stibon, étudiant,
  - Vindelle Pounze, 130 ans et très sourd,
  - Le bibliothécaire de l'UI, orang-outan.